# Pilsen 9
Pilsen 9, ook bekend onder de naam Malesice, is een van de tien stadsdistricten van de Tsjechische stad Pilsen. Het district is gelegen in het uiterste noordwesten van de stad. Pilsen 9 grenst in het zuidoosten aan de districten Pilsen 5 en Pilsen 7. Aan de overige zijdes liggen de gemeenten Město Touškov, Vochov, Čeminy, Chotíkov en Příšov. Door het zuiden van het district stroomt de rivier de Mže.
Met 606 inwoners is Pilsen 9 qua inwoneraantal het kleinste van de 10 districten. De burgemeester van het 9,03 vierkante kilometer grote district heet Jiří Vaňourek.
Naast het stadsdeel Malesice zelf ligt ook het stadsdeel Dolní Vlkýš binnen het district.

## Geschiedenis
- 2003 – De gemeente Malesice (inclusief deelgemeente Dolní Vlkýš wordt geannexeerd door de stad Pilsen.[1]

Pilsen 1 · Pilsen 2 · Pilsen 3 · Pilsen 4 · Pilsen 5 · Pilsen 6 · Pilsen 7 · Pilsen 8 · Pilsen 9 · Pilsen 10